# 2006-os Formula–1 spanyol nagydíj
A spanyol nagydíj volt a 2006-os Formula–1 világbajnokság hatodik futama, amelyet 2006. május 14-én rendeztek meg a spanyol Circuit de Catalunyán, Montmelóban.

## Pénteki versenyzők

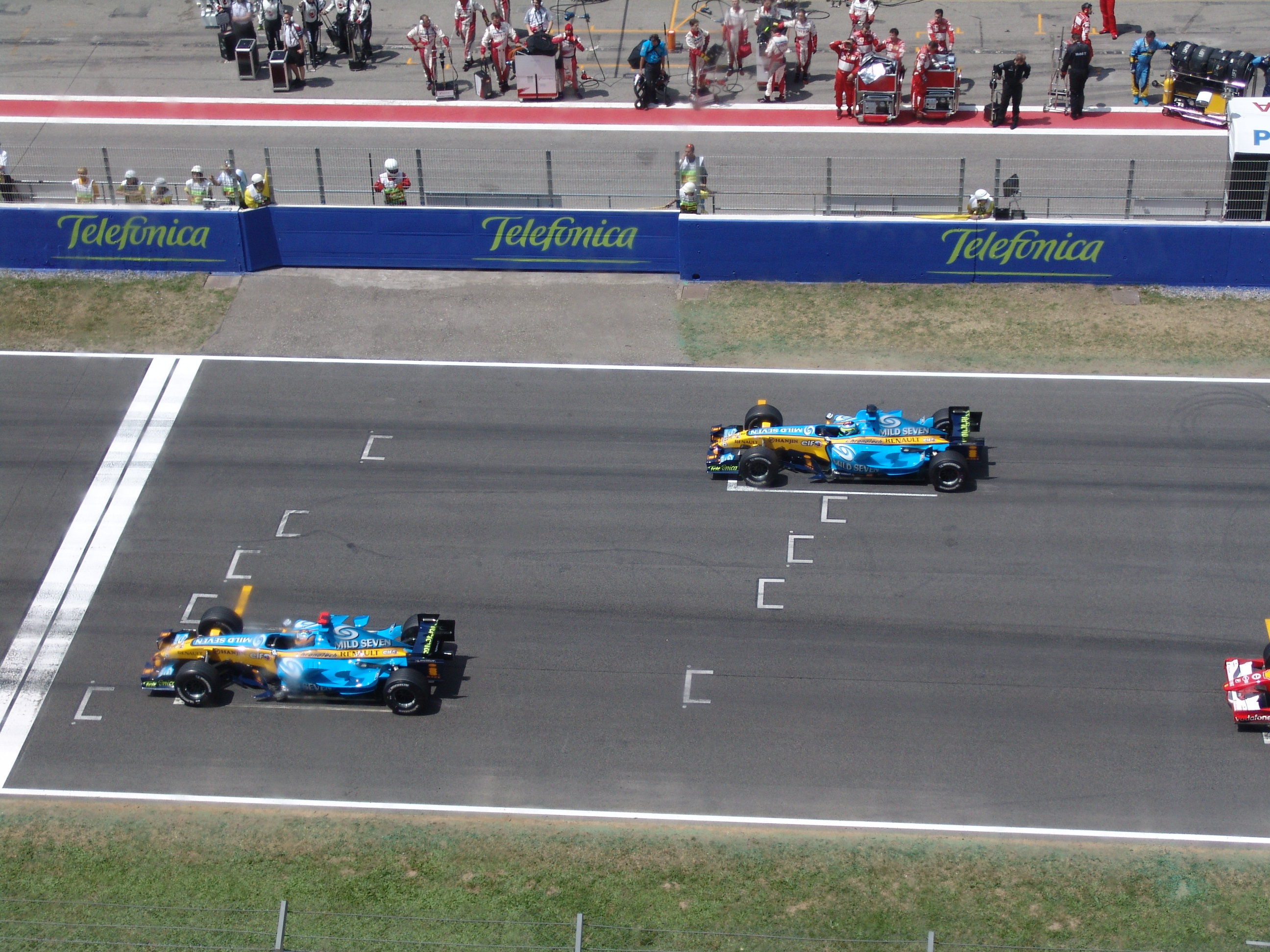
A 2006-os spanyol nagydíj rajtrácsa, élen a két Renault-val

| Versenyző        | Csapat/Motor        |
| ---------------- | ------------------- |
| Alexander Wurz   | Williams-Cosworth   |
| Anthony Davidson | Honda               |
| Robert Doornbos  | Red Bull-Ferrari    |
| Robert Kubica    | BMW Sauber          |
| Giorgio Mondini  | MF1-Toyota          |
| Neel Jani        | Toro Rosso-Cosworth |
| nem volt         | Super Aguri-Honda   |

## Időmérő edzés
Az időmérőn a Renault-k domináltak, a második sort a Ferrarik szerezték meg.
| Helyezés | Versenyző            | Csapat/Motor        | 1. rész    | 2. rész  | 3. rész  |
| -------- | -------------------- | ------------------- | ---------- | -------- | -------- |
| 1        | Fernando Alonso      | Renault             | 1:15.816   | 1:15.124 | 1:14.648 |
| 2        | Giancarlo Fisichella | Renault             | 1:16.046   | 1:14.766 | 1:14.709 |
| 3        | Michael Schumacher   | Ferrari             | 1:16.049   | 1:14.637 | 1:14.970 |
| 4        | Felipe Massa         | Ferrari             | 1:16.359   | 1:15.245 | 1:15.442 |
| 5        | Rubens Barrichello   | Honda               | 1:16.266   | 1:15.258 | 1:15.885 |
| 6        | Ralf Schumacher      | Toyota              | 1:16.234   | 1:15.164 | 1:15.885 |
| 7        | Jarno Trulli         | Toyota              | 1:16.174   | 1:15.068 | 1:15.976 |
| 8        | Jenson Button        | Honda               | 1:16.054   | 1:15.150 | 1:16.008 |
| 9        | Kimi Räikkönen       | McLaren-Mercedes    | 1:16.613   | 1:15.422 | 1:16.015 |
| 10       | Nick Heidfeld        | BMW Sauber          | 1:16.322   | 1:15.468 | 1:17.144 |
| 11       | Mark Webber          | Williams-Cosworth   | 1:16.685   | 1:15.502 |          |
| 12       | Juan Pablo Montoya   | McLaren-Mercedes    | 1:16.195   | 1:15.801 |          |
| 13       | Nico Rosberg         | Williams-Cosworth   | 1:17.213   | 1:15.804 |          |
| 14       | Jacques Villeneuve*  | BMW Sauber          | 1:16.066   | 1:15.847 |          |
| 15       | Christian Klien      | Red Bull-Ferrari    | 1:16.627   | 1:15.928 |          |
| 16       | Vitantonio Liuzzi    | Toro Rosso-Cosworth | 1:17.105   | 1:16.661 |          |
| 17       | Scott Speed          | Toro Rosso-Cosworth | 1:17.361   |          |          |
| 18       | Tiago Monteiro       | MF1-Toyota          | 1:17.702   |          |          |
| 19       | Christijan Albers    | MF1-Toyota          | 1:18.024   |          |          |
| 20       | Szató Takuma         | Super Aguri-Honda   | 1:18.920   |          |          |
| 21       | Franck Montagny      | Super Aguri-Honda   | 1:20.763   |          |          |
| 22       | David Coulthard      | Red Bull-Ferrari    | idő nélkül |          |          |

* Jacques Villeneuve tízhelyes rajtbüntetést kapott motorcsere miatt, ugyanis az előző erőforrás a helyszínre való szállítás közben megsérült, így a huszonkettedik helyről indult.

## Futam
Alonsóhoz hasonlóan a mezőny eleje is sikeresen rajtolt, majd az első kanyart a két Renault illetve a két Ferrari vette be először Kimi Räikkönen előtt, aki a kilencedik helyről az ötödik pozícióba jött fel. A spanyol egy kör után már másfél másodperccel vezetett csapattársa előtt, akit szintén másfél másodperc választott el Michael Schumachertől. Tiago Monteiro eközben megpördült, kiszaladt a kavicságyba, de vissza tudott térni a pályára. Alonso a hetedik körben már öt és fél másodperccel utasította maga mögött Fisichellát, akit további néhány másodperccel követett Michael Schumacher és Felipe Massa. Tíz kör után a következő volt az első nyolc sorrendje: Alonso, Fisichella, Michael Schumacher, Massa, Räikkönen, Barrichello, Button és Trulli.
Elsőként Szató Takuma állt ki a boxba a tizedik körben, miután egy látványos mutatványt hajtott végre. A japánt váratlanul csapattársa, Franck Montagny követte, akinek valószínűleg valami gondja lehetett az autójával, mert nem tért vissza a pályára. A tizenötödik körben, a célegyenes végén Ralf Schumacher megpróbálta megelőzni Jarno Trullit, de az előbbi túl későn kezdett el fékezni, ezért enyhén nekiütközött Trullinak, és a német versenyző első vezetőszárnya megsérült. A tizenhatodik körben megkezdődtek a stratégiai boxkiállások. Fernando Alonso látogatott ki először a szerelők közé tankolni és gumit cserélni, majd egy körrel később Fisichella is követte, ennek köszönhetően a két Ferrari pedig megörökölte a két vezető helyet. Schumacher ezután folyamatosan hozta be hátrányát, mígnem Räikkönent követve a huszonharmadik körben kiállt a boxba, azonban a pályára csak Alonso mögé, a második helyre ért vissza. A kettejük közti különbség ekkor másodperc volt. Nem sokkal később Fisichella kicsúszott a kavicságyba, de sikeresen vissza tudott menni a pályára.
A harmincadik körre az élmezőny a következőképpen alakult: Alonso, Michael Schumacher, Fisichella, Massa, Räikkönen, Button és Barrichello. Ralf Schumacher a harmincegyedik kör után beállt a Toyota garázsába, mert autója a Trullival való súrlódáskor megsérülhetett. Alonso és Fisichella a negyvenedik illetve a negyvenegyedik körben látogattak el utoljára a bokszutcába, kiállásuk után pedig Michael Schumacher ismét átvette a vezetést. A negyvenkettedik körben Felipe Massa megfutotta a verseny leggyorsabb körét, 1:16.648-as idővel, de a következő körben ő is kiállt tankolni, és Fisichella mögé, a negyedik helyen lépett pályára. Schumacher második alkalommal a negyvenhatodik körben állt ki a boxba, és Alonso mögött folytatta a versenyt. A kettejük közti több mint tizenkét másodperces különbség körről körre nőtt. Tíz körrel a futam vége előtt Alonso, Michael Schumacher, Fisichella, Massa, Räikkönen, Button és az egy kör hátrányban levő Barrichello volt a sorrend, amely a verseny végéig megmaradt. Fernando Alonso először nyerte meg hazai versenyét, és tovább növelte előnyét Schumacherrel szemben.
| Helyezés | Rajtszám | Versenyző            | Csapat/Motor        | Futott kör | Idő/Kiesés oka | Rajthely | Pont |
| -------- | -------- | -------------------- | ------------------- | ---------- | -------------- | -------- | ---- |
| 1        | 1        | Fernando Alonso      | Renault             | 66         | 1h26:21.759    | 1        | 10   |
| 2        | 5        | Michael Schumacher   | Ferrari             | 66         | + 18.502       | 3        | 8    |
| 3        | 2        | Giancarlo Fisichella | Renault             | 66         | + 23.951       | 2        | 6    |
| 4        | 6        | Felipe Massa         | Ferrari             | 66         | + 29.853       | 4        | 5    |
| 5        | 3        | Kimi Räikkönen       | McLaren-Mercedes    | 66         | + 56.875       | 9        | 4    |
| 6        | 12       | Jenson Button        | Honda               | 66         | + 58.347       | 8        | 3    |
| 7        | 11       | Rubens Barrichello   | Honda               | 65         | + 1 kör        | 5        | 2    |
| 8        | 16       | Nick Heidfeld        | BMW Sauber          | 65         | + 1 kör        | 10       | 1    |
| 9        | 9        | Mark Webber          | Williams-Cosworth   | 65         | + 1 kör        | 11       |      |
| 10       | 8        | Jarno Trulli         | Toyota              | 65         | + 1 kör        | 7        |      |
| 11       | 10       | Nico Rosberg         | Williams-Cosworth   | 65         | + 1 kör        | 13       |      |
| 12       | 17       | Jacques Villeneuve   | BMW Sauber          | 65         | + 1 kör        | 22       |      |
| 13       | 15       | Christian Klien      | Red Bull-Ferrari    | 65         | + 1 kör        | 14       |      |
| 14       | 14       | David Coulthard      | Red Bull-Ferrari    | 65         | + 1 kör        | 21       |      |
| 15       | 20       | Vitantonio Liuzzi    | Toro Rosso-Cosworth | 63         | Hidraulika     | 15       |      |
| 16       | 18       | Tiago Monteiro       | MF1-Toyota          | 63         | + 3 kör        | 17       |      |
| 17       | 22       | Szató Takuma         | Super Aguri-Honda   | 62         | + 4 kör        | 19       |      |
| Ki       | 19       | Christijan Albers    | MF1-Toyota          | 48         | Törött szárny  | 18       |      |
| Ki       | 21       | Scott Speed          | Toro Rosso-Cosworth | 47         | Motorhiba      | 16       |      |
| Ki       | 7        | Ralf Schumacher      | Toyota              | 31         | Elektronika    | 6        |      |
| Ki       | 4        | Juan Pablo Montoya   | McLaren-Mercedes    | 17         | Kicsúszás      | 12       |      |
| Ki       | 23       | Franck Montagny      | Super Aguri-Honda   | 10         | Kardántengely  | 20       |      |

## A világbajnokság élmezőnyének állása a verseny után
| H | Versenyzők           | Pont | H | Konstruktőrök    | Pont |
| - | -------------------- | ---- | - | ---------------- | ---- |
| 1 | Fernando Alonso      | 54   | 1 | Renault          | 78   |
| 2 | Michael Schumacher   | 39   | 2 | Ferrari          | 51   |
| 3 | Kimi Räikkönen       | 27   | 3 | McLaren-Mercedes | 42   |
| 4 | Giancarlo Fisichella | 24   | 4 | Honda            | 24   |
| 5 | Felipe Massa         | 20   | 5 | BMW Sauber       | 12   |

## Statisztikák
Vezető helyen:
- Fernando Alonso: 54 (1–17 / 24–40 / 47–66)
- Michael Schumacher: 11 (19–23 / 41–46)
- Giancarlo Fisichella: 1 (18)

Fernando Alonso 11. győzelme, 11. pole-pozíciója, Felipe Massa 1. leggyorsabb köre.
- Renault 29. győzelme.

David Coulthard 200. versenye.